# Experimentarium

Experimentarium är ett vetenskapscentrum (science center) öppet för allmänheten på Tuborg Havnevej i Hellerup norr om Köpenhamn. Det öppnade 9 januari 1991 och utmärkande för verksamheten är att besökarna får vidröra de utställda föremålen. Experimentarium har många barn och skolklasser bland besökarna. Det visas varierande utställningar på olika teman.